# مک‌کسان اروپا
مک‌کسان اروپا (انگلیسی: McKesson Europe) شرکت توزیع داروی آلمانی است، که در سال ۱۸۳۵ تأسیس شد و هم‌اکنون زیرمجموعه‌ای از شرکت مک‌کسان می‌باشد‌.